# La Banda del Panda
La Banda del Panda és un grup de música dels barris del Coll i del Carmel de Barcelona amb influències de la rumba catalana, aires flamencs, reggae, cúmbia, hip hop i punk.
Després d'una maqueta i un perimer disc, l'any 2015 treuen el seu darrer disc VIU, un treball que vol plasmar tota la seva vitalitat del directe en dotze cançons, enregistrades als estudis Wasabi de Cardedeu. En aquest disc es distancien de la rumba catalana del primer disc, per abraçar ritmes i estils tan diversos com el reggae o la cúmbia. L'any 2018, treuen el seu darrer disc Rumba Bastarda. La Rumba bastarda, mestissa, de carrer, per ballar, per cantar i també per reivindicar vides dignes, no és una rumba catalana clàssica sino que és un mestissatge de rumba, cúmbia, hip hop o punk.

## Discografia
- La Banda del Panda (2010) va ser el primer disc, amb la maqueta a Hace Color i gravació a Kasba Music.
- A la Fresca (2013) es va nregistrar a Wasabi Estudis, masteritzat a Euridia Estudios de Bilbao i editat per Kasba Music.
- Viu (2015) fou gravat i mesclat a Wasabi Estudis de Cardedeu per Carles Puntí i Juanpe Barroso, masteritzat a Euridia Estudios per Ibon Larruzea i distribuït per Kasba Music.[6]
- Rumba Bastarda (2018) es va gravar a Kasba Music. Algunes de les canços es van gravar amb Che Sudaka), Oriol Barri, Las Migas, Gosto BCN i Xeic!.[7]